# Kimia II
Operação Kimia II (em suaíli e lingala, "kimia" significa "paz") foi uma operação militar lançada em março de 2009 pelo governo da República Democrática do Congo em conjunto com as forças de manutenção de paz das Nações Unidas, a MONUC, para combater a rebelião das Forças Democráticas pela Libertação de Ruanda (FDLR) no leste do país. A operação foi deflagrada imediatamente após a conclusão da ofensiva ruandesa-congolesa lançada em janeiro.
As Forças Armadas da República Democrática do Congo (FARDC), apoiadas pela MONUC, alcançaram muitos sucessos no terreno; no entanto, foram alvo de críticas extremamente fortes a partir de outubro de 2009, quanto aos métodos utilizados para combater os rebeldes. No início de novembro, a organização humanitária Human Rights Watch denunciou o massacre de mais de 500 civis na região de Nyabiondo (Quivu do Norte).  Essa questão gerou tensões nas autoridades da ONU presentes na República Democrática do Congo: o representante da ONU no país, Alan Doss, declarou em 16 de outubro ser favorável a continuação das operações militares, enquanto o relator especial para a ONU sobre execuções extrajudiciais, Philip Alston, descreveu a Operação Kimia II como uma "catastrofe [...] em termos de direitos humanos". 
A operação foi oficialmente concluída em 31 de dezembro de 2009.